# Bugonia (filme)
Bugonia é um futuro filme estadunidense de comedia e ficção cientifica do diretor Yorgos Lanthimos. O longa é um remake do filme sul-coreano Save the Green Planet, de Jan Joon-Hwan.
O longa será lançado em 7 de novembro de 2025 nos cinemas dos Estados Unidos.

## Sinopse
Uma dupla de homens conspiracionistas que sequestram a empresária de uma grande companhia com a crença de que ela é uma alienígena que planeja destruir o planeta

## Elenco
- Emma Stone
- Jesse Plemons
- Alicia Silverstone

## Lançamento
A Focus Features adiquiriu os direiros de distribuição fora da Koreia do Sul e Turquia, onde a CJ ENM detém os direitos, em maio de 2024 no Marché du Film com sua controladora a Universal Pictures cuidando da distribuição internacional em seu nome.
O filme tem previsão de estreiar nos cinemas estadunidenses em 7 de novembro de 2025